# CZ vz. 22
Пистолет ČZ vz. 22, также известный как Pistole N — первый в истории чехословацкий пистолет, который производился в период между двумя мировыми войнами. Создан на основе модели Mauser 1914 калибра 9 мм по лицензии на чехословацком заводе Česká zbrojovka Strakonice, главный конструктор Йозеф Никель.

## История
Разработка оружия началась в 1920 году для нужд чехословацкой армии, до 1922 года проект несколько раз пересматривался. В 1922 году был принят на вооружение армии и полиции под именем Pistole vz. 22. Изначально должен был производиться на военном заводе в Брно, но из-за проблем с внешним видом был отправлен в Страконицы для производства. Сложность конструкции привела к тому, что в 1924 году производство прекратилось. Всего было изготовлено 22 тысячи таких экземпляров. Пистолет использовался также частями вермахта и армии Первой Словацкой республики, которая владела более чем 7 тысячами экземпляров пистолета.